# Glaser Heeren
El Glaser Heeren fue un fusil de precisión. El sistema Heeren de disparo único fue desarrollado a finales de la década de 1880 por C. Heeren, un ingeniero austrohúngaro.

## Historia
La acción Heeren fue patentada en París y sigue siendo construida por Glaser, de Zúrich, Suiza, así como por varios fabricantes menores de Ferlach y Kufstein en Austria.

## Diseño
El Glaser Heeren tiene un gatillo doble integral, y el guardamonte, articulado por la parte de atrás, es la palanca de accionamiento. La palanca tira hacia abajo del cerrojo, amartilla de nuevo el percutor y activa el extractor. La palanca de liberación está en la parte delantera del guardamonte. La Heeren es una acción fuerte, eficiente y en extremo compacta. Carece de la elegancia y el poderoso extractor de la Farquarson.